# Tikunani
Tikunani era una ciutat del nord-est de Síria que possiblement estava sota dependència del regne de Mitanni des del 1500 aC.
A la meitat del segle xiv aC va rendir vassallatge a l'Imperi Hitita, quan Hattusilis I anava a conquerir la ciutat d'Hahha, que es trobava a la vora. En aquesta època apareix com a sobirà Tunip-Tessup, que s'havia aliat amb el rei hitita. Hattusilis en una carta l'insta a mantenir-se fidel als hitites i no escoltar el seu enemic, a apoderar-se de les racions de gra d'Hahha, i a robar el seu bestiar, i acorden atacar la ciutat per dues bandes.